# Pici (makaron)
Pici – rodzaj ręcznie robionego włoskiego makaronu. Jest zbliżony do kształtem do spaghetti, lecz nieco grubszy. Popularny w południowej Toskanii, w szczególności południowej części prowincji Siena – w Val d'Orcia, Val di Chiana, Monte Amiata, prowincji Arezzo oraz przyległych.

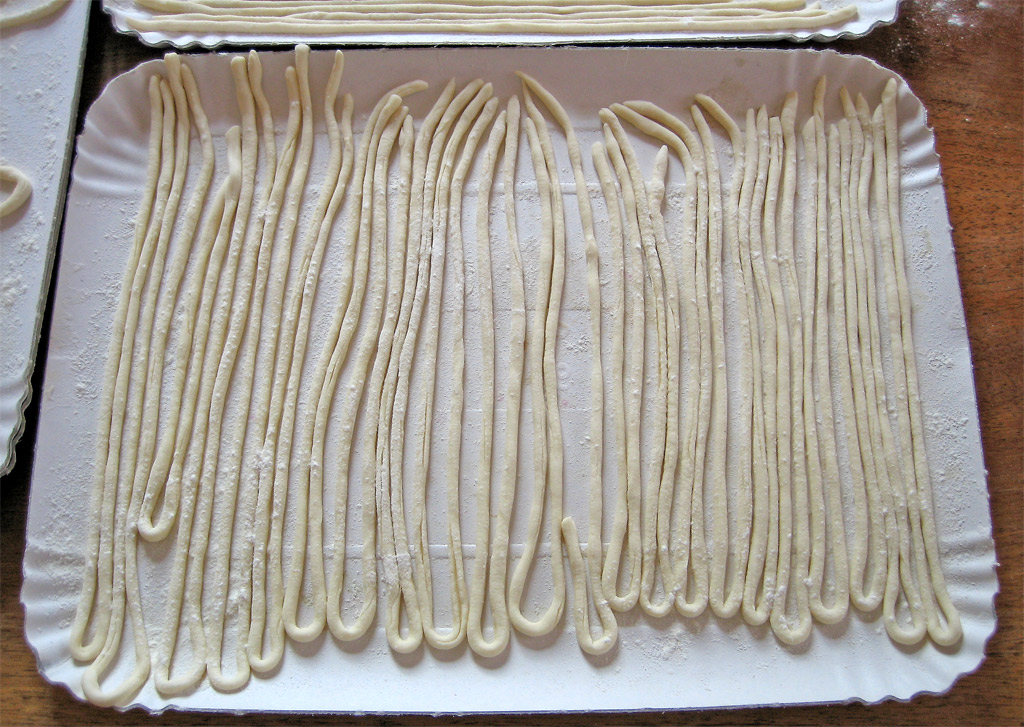
Surowe pici po przygotowaniu

## Receptura
Tradycyjna receptura dopuszcza użycie wody, mąki i soli, jaja stosuje się w niektórych lokalnych wariantach. Makaron produkuje się wyłącznie ręcznie techniką appiciare, czyli ręcznego wyrabiania ciasta przez wyciąganie go między palcami w celu uzyskania długiej nitki.

## Przepisy
Klasyczne przyprawy toskańskiej tradycji z makaronem pici to dodatki:
- sos aglione (sos pomidorowo-cebulowy z lokalnej odmiany cebuli)[2],
- sos z wątroby królika[3],
- sos mięsny „chiantigiana " (z dodatkiem chianti)
- ragù na bazie dziczyzny (dzik, zając)[4],
- "alle criciole" (doprawione okruchami toskańskiego chleba smażonego w oliwie z oliwek)[5]

## Warianty
W rejonie Montalcino pici nazywane jest pinci, a zwykłą mąkę pszenną zastępuje się gruboziarnistą mąką, mieloną tradycyjną metodą na żarnach.
W Anghiari, w prowincji Arezzo, makaron ten nosi nazwę bringoli. W niektórych obszarach górnego biegu Arno wytwarza się lunghetti, które są podobne do pici, lecz używa się do jego produkcji jaja, a makaron kształtuje się na stolnicy (zamiast między palcami).